# Teatro Popular União e Olho Vivo
O Teatro Popular União e Olho Vivo é uma companhia paulista de teatro popular fundada na década de 1970. É um dos mais antigos grupos de teatro não profissional do Brasil e tem objetivo de se apresentar para as comunidades carentes da grande São Paulo atingindo um público estimado de três milhões de pessoas. Suas encenações se inspiram na arte popular brasileira : o carnaval; o bumba meu boi; o circo; o futebol; a literatura de cordel. Em 2018 completará 52 anos de Teatro Popular. Sua sede localizada no bairro do Bom Retiro a mais de 35 anos tem como foco principal o teatro popular.

## História
Fundado como Teatro do Onze, e 1966 dentro do Centro Acadêmico XI de Agosto dos alunos da Faculdade de Direito do Largo São Francisco da Universidade de São Paulo, teve como seu primeiro espetáculo O Evangelho Segundo Zebedeu de César Vieira, dirigido por Silnei Siqueira, utilizando um circo montado no Parque Ibirapuera.
Sua segunda montagem foi Rei Momo 1973 inspirado nas escolas de samba, contando com membros de outro grupo de teatro popular paulista o Grupo Casarão, quando se afastam definitivamente do Onze de Agosto se tornando uma companhia amadora itinerante.
César Vieira, seu principal líder, é o nome artístico de Idibal Piveta, um importante advogado paulista de presos políticos, durante o período da ditadura militar brasileira, sendo também o  dramaturgo dos espetáculos da companhia.

## Sede
O grupo utiliza como sede, há 25 anos, um galpão no bairro do Bom Retiro, cidade de São Paulo, Brasil, situado na Rua Newton Prado, 766 com capacidade de receber 120 pessoas.

## Prêmios e indicações

### Troféu APCA
| Ano  | Categoria                | Indicação                                   | Resultado |
| ---- | ------------------------ | ------------------------------------------- | --------- |
| 1973 | Teatro - Menção Especial | Teatro Popular União e Olho Vivo (Rei Momo) | Venceu    |

## Ligações Externas
1. Site da companhia
2. Facebook
3. Enciclopédia de Teatro do Itaú Cultural